# Мохачи, Ференц
Ференц Мохачи (венг. Ferenc Mohácsi; 25 октября 1929, Будапешт — 30 апреля 2025) — венгерский гребец-каноист, выступал за сборную Венгрии в середине 1950-х годов. Бронзовый призёр летних Олимпийских игр в Мельбурне, победитель многих регат национального и международного значения.

## Биография
Ференц Мохачи родился 25 октября 1929 года в Будапеште. Активно заниматься греблей начал в с раннего детства, проходил подготовку в столичном спортивном клубе BVSC.
Наивысшего успеха на взрослом международном уровне добился в 1956 году, когда попал в основной состав венгерской национальной сборной и благодаря череде удачных выступлений удостоился права защищать честь страны на летних Олимпийских играх в Мельбурне. Вместе с напарником Кароем Виеландом в двойках на тысяче метрах занял третье место и завоевал тем самым бронзовую олимпийскую медаль, проиграв в решающем заезде только экипажам из Румынии и СССР.
Вскоре по окончании этих соревнований принял решение завершить спортивную карьеру, уступив место в сборной молодым венгерским гребцам.